# Фернандес Артиме, Анхель
Анхель Фернандес Артиме (исп. Ángel Fernández Artime; род. 21 августа 1960, Госон-Луанко, Испания) — испанский кардинал, салезианец. Великий ректор салезианцев и великий канцлер Папского Салезианского университета с 25 марта 2014 по 31 июля 2024. Титулярный архиепископ Урсоны с 5 марта по 20 апреля 2024. Про-префект Дикастерии по делам институтов посвящённой жизни и обществ апостольской жизни с 6 января 2025. Кардинал-дьякон с титулярной диаконией Санта-Мария-Аусилиатриче-ин-виа-Тусколана с 30 сентября 2023. 

## Ранние годы и образование
Анхель Фернандес Артиме родился в Госон-Луанко, в Астурии, 21 августа 1960 года. Его отец был рыбаком, а мать продавала его улов. В 1970 году его семья переехала в Астудильо, в провинцию Паленсия, где он поступил в школу-интернат. Затем он три года учился в Камбадосе (Понтеведра), а затем поступил в салезианскую школу в Леоне. 

## Монах и священник
Он принес свои первые обеты 3 сентября 1978 года и свои вечные обеты 17 июня 1984 года в Сантьяго-де-Компостела. Он был рукоположен в священники 4 июля 1987 года в Леоне.
Фернандес имеет степень бакалавра пастырского богословия, философии и педагогики Вальядолидского университета.
После своего рукоположения он начал своё служение, преподавая религию в салезианском колледже Санто-Анхель в Авилесе (Астурия), а затем был директором салезианского колледжа в Оренсе.

## Монашеское служение
Будучи членом салезианской провинции Леон, Фернандес был членом провинциального совета и вице-провинциалом. С 2000 года по 2006 год он был настоятелем этой провинции. Он был выбран в команду организаторов 26-го Генерального капитула в Риме в 2008 году. В 2009 году он был избран провинциалом провинции Южная Аргентина со штаб-квартирой в Буэнос-Айресе. Фернандес работал с кардиналом Хорхе Марио Бергольо в Буэнос-Айресе, который позже стал Папой Франциском.
Генеральный совет салезианцев избрал его на шестилетний срок в качестве Великого ректора ордена в марте 2014 года. Он стал первым испанцем и третьим неитальянцем, ставшим Великим ректором салезианцев.
В качестве настоятеля он председательствовал на открытии празднования 200-летия Святого Иоанна Боско 24 января 2015 года в Турине .
Он был избран Великим ректором на второй шестилетний срок в 2020 году.

## Кардинал
9 июля 2023 года Папа Франциск объявил о своих планах возвести его в кардиналы на консистории, запланированной на 30 сентября 
. Он первый настоятель религиозной общины, ставший кардиналом..
Папа Франциск сказал Фернандесу, что он может продолжать исполнять обязанности Великого ректора до 31 июля 2024 года, когда он получит новое назначение.
5 марта 2024 года Папа Франциск возвёл кардинала Анхеля Фернандеса Артиме в титулярные архиепископы Урсоны, с запланированным епископским рукоположением на 20 апреля 2024 года.
6 января 2025 года кардинал Жуан Брас ди Авис покинул пост префекта, его преемником, в качестве префекта, была назначена монахиня сестра Симона Брамбилла, а про-префектом этой дикастерии был назначен кардинал Анхель Фернандес Артиме.